# Anguinella
Anguinella is een monotypisch mosdiertjesgeslacht uit de familie van de Nolellidae en de orde Ctenostomatida. De wetenschappelijke naam ervan is in 1845 voor het eerst geldig gepubliceerd door Van Beneden.

## Soort
- Anguinella palmata Van Beneden, 1845 = Slangmosdiertje